# Ophthalmis bismarcki
Ophthalmis bismarcki är en fjärilsart som beskrevs av Jordan 1912. Ophthalmis bismarcki ingår i släktet Ophthalmis och familjen nattflyn. Inga underarter finns listade i Catalogue of Life.